# 石井孝英
石井 孝英（いしい たかひで、1993年6月3日 - ）は、日本の男性声優。WITH LINE所属。

## 略歴
3歳からのゲーマーで腕を骨折したことがあり、ギプスで固定したままコントローラーを握っていたという。その時、親に「どれだけゲーム好きなの」と驚かれていたという。
高校に進学した頃、母親の知り合いのダンサーが宮野真守の1stライブのバックダンサーをすることになり、母親は石井がアニメ好きだと知っていたことから一緒に行くように誘われたという。その時の宮野の生ライブで感銘を受けて声優の道をめざす。
それまでは、「夢ってなんだろうな」とフラフラしていた頃があり、家族の影響で株取引に興味を持ったり、漫画家に憧れたり、漫画は難しいが、絵は好きだったことからイラストレーターを目指そうと思った時期もあったという。姉に偶々連れて行かれていたミュージカルを見て「面白そうだ」と思ったり、オタクだったことから職業としての声優は知っていたという。その時、ネットの投稿サイトに声を編集してアップしたりもしていたが、単なる趣味で、仕事にしようとは思ってなかったという。アニメが好きになったきっかけは、小学6年生の時に観ていたテレビアニメ『うえきの法則』。
専門学校東京アナウンス学院卒業。
第7回声優アワード新人声優発掘オーディションにて合格。
以前はムーブマンに所属していたが、2016年にWITH LINEに移籍した。

## 人物
性格は、優しい、マイペース、負けず嫌いで熱しやすく冷めやすい（自称）。
チャームポイントは長い睫毛。
好きな食べ物は焼肉。
カラオケの十八番は、『アンバランスなKissをして』、『まっがーれ↓スペクタクル』
格闘ゲームが得意で、店舗の大会で優勝の経験がある。
同事務所の所属声優からなる「&6allein」という声優ユニットに所属していた。

## 出演
太字はメインキャラクター。

### テレビアニメ
2015年
- ミリオンドール（太郎丸、男）

2018年
- 美男高校地球防衛部HAPPY KISS!（和倉七緒）

2019年
- Dimensionハイスクール（白山純平）
- ダイヤのA actII（2019年 - 2020年、友部先人、薬師高校選手）
- RobiHachi（カメラマン）
- けだまのゴンじろー（ブタバトラー）
- ACTORS -Songs Connection-（担当医、巡査、政府関係者）

2021年
- はたらく細胞BLACK（一般細胞）
- うらみちお兄さん（店員）

2022年
- フットサルボーイズ!!!!!（水無瀬涼佑）
- 阿波連さんははかれない（男子生徒）
- シュート!Goal to the Future（後藤歩夢）
- 金装のヴェルメイユ〜崖っぷち魔術師は最強の厄災と魔法世界を突き進む〜（受験生）

2023年
- BLEACH 千年血戦篇-訣別譚-（死神）
- ポーション頼みで生き延びます!（盗賊）

2024年
- ループ7回目の悪役令嬢は、元敵国で自由気ままな花嫁生活を満喫する（ヨエル）
- 月刊モー想科学（タロー・J・鈴木）
- ヴァンパイア男子寮（首包帯先輩、吸血鬼B）
- エルフさんは痩せられない。（直江友厚）
- 時々ボソッとロシア語でデレる隣のアーリャさん（男子生徒、生徒）
- 異世界ゆるり紀行 〜子育てしながら冒険者します〜（ギルム）

2025年
- 小市民シリーズ（藤寺真）
- 片田舎のおっさん、剣聖になる（グレン・タスマカン・グディル）
- 人妻の唇は缶チューハイの味がして（ツヨシ） - オンエア版

### Webアニメ
- パワフルプロ野球 パワフル高校編（2021年、水鳥忍）

### ゲーム
2017年
- 輝星のリベリオン（前田利家、シャルルマーニュ）
- 戦国大河（長尾晴景、武田信繁）
- 龍が如く ONLINE（MASAMUNE）
- 我が天下（竹中半兵衛、前田慶次、井筒女乃介）

2018年
- アンダーグラウンドシンフォニー
- 乙女剣武蔵（吉岡又七郎）
- 黒の騎士団〜ナイツクロニクル〜（カイン）
- A3!（野球部員、遊園地のゾンビ、アンデッド、矢野恵太）
- 紡ロジック（四辻優）
- ファイトリーグ（猫磨の内弟子 猫間司）
- グランドサマナーズ（ルーダ）

2019年
- 快感♥フレーズCLIMAX -NEXT GENERATION-（柊北斗）
- けもみみメロメロれしぴ 〜愛の汗だくレストラン〜 （壁ドン）
- ゆめいろファンタジー ラテール（イグト）
- オルタンシア・サーガ（ソリン）
- モンスターストライク（2019年 - 2022年、伊東甲子太郎、アポロン）

2021年
- フットサルボーイズ!!!!!（水無瀬涼佑）
- LUNARiA -Virtualized Moonchild-（T-BIT）

2022年
- 夢職人と忘れじの黒い妖精（バーン）

2025年
- BYAKKO ～四神部隊炎恋記～（東屋千吉）
- Mecha BREAK（男性プレイヤー3）
- 18TRIP（九番目）

時期未定
- コードジェム（キュウ/九条）

### ドラマCD
- メトロ（2020年、水葵の同級生2[31]）
- ミリオンドール 第6巻付属ドラマCD「ミリオンドールnextbeat」（2020年、太郎丸）
- 優しいパンツの脱がせ方（森崎）
- 僕は君のいいなり2（部長）
- ROMEO（レビ）
- Price Letter(s)!フロムアイドル（2022年 - アオイ）

### 吹き替え
- ファインド・ミー 〜パリでタイムトラベル〜（2020年、マックス・アルバレス〈ローリー・J・セイパー〉[32]）

### デジタルコミック
- dTV ココロ・ボタン（2016年）
- こはる日和とアニマルボイス（2018年、小野小陽[33]）
- きみにあいを!（2019年、市原ライアン和哉[34]）
- Lie:verse Liars（2022年、時任廻[35]）
- ひとつしかないもの（2023年、メッセージ1、男子大生1、金髪の男、メッセージ4、楓月のサークル友達1[36]）
- 蛇はキッスで鷲を狩る（2024年、ワシアシくん[37]）

### ラジオ
※はインターネット配信。
- 美男高校地球防衛部RADIO HAPPY KISS!（2018年 - 2019年、ラジオ大阪）
- Septet Chords 〜Radio Konzert〜（2018年、HiBiKi Radio Station※）
- Dimensionハイスクール 放課後自習室（2018年 - 2019年、ラジオ大阪・ニコニコチャンネル※・ラジオクラウド※）[38]
- 今日も楽しそうな4人がログインしたようです。（2020年 - 、ニコニコチャンネル※）
- 石井孝英・菊池勇成のイケおじラボ（2022年 - 、ニコニコ生放送※）[39]

### オーディオブック
- 星へ行く船（2017年、山仲真吾）
- 教場（2018年）
- 心やさしく賢い子に育つ　みじかいおはなし366（2019年）

### オーディオドラマ
- 真・三国志妹（2018年、劉備〈水城秀一〉[40]）
- 最強の鑑定士って誰のこと? 〜満腹ごはんで異世界生活〜（2019年、クーレッシュ）※小説第6巻購入特典URL[41]

### 配信番組
- 美男高校地球防衛部HAPPY KISS!生放送〜ハッピーな魔法をお届け！〜（2018年2月26日 - 、LINE LIVE）
- Merry ボートレース GRAND PRIX（2019年12月22日、AbemaTV）[42]
- 深町寿成・石井孝英の食ラボ（2024年10月25日 - 、ニコニコチャンネル＋）[43]

### 朗読
- WITH LINE朗読シリーズ『はちとくま』（2020年、YouTube）

### 映像商品
- 人狼バトル〜人狼VSスパイ〜（2018年）
- 人狼バトル lies and the truth 2020 FEBRUARY〜人狼VSプリズナー〜（2020年）
- 人狼バトルTHE NIGHTMARE SEASON1#3（2022年）
- 人狼バトルTHE NIGHTMARE SEASON1#4（2022年）

### その他コンテンツ
- ○○男子project（2020年、茨城凛之助〈ヤンキー男子〉[44]）
- リモート☆ホスト（2021年 -、夕星[45]）
- Prince Letter(s)!フロムアイドル（2022年 - 2023年、アオイ[46]）

## ディスコグラフィ

### キャラクターソング
| 発売日   | 商品名                                                                               | 歌 | 楽曲                                    | 備考                                                            |
| 2018年   | 2018年                                                                               | 2018年 | 2018年                                  | 2018年                                                          |
| -------- | ------------------------------------------------------------------------------------ | --- | --------------------------------------- | --------------------------------------------------------------- |
| 4月18日  | 絶対最幸☆HAPPY KISS☆                                                                 | 地球防衛部HK | 「絶対最幸☆HAPPY KISS☆」                | テレビアニメ『美男高校地球防衛部HAPPY KISS!』オープニングテーマ |
| 4月18日  | 絶対最幸☆HAPPY KISS☆                                                                 | 地球防衛部HK | 「HAPPY READY??????」                   | テレビアニメ『美男高校地球防衛部HAPPY KISS!』劇中歌             |
| 5月16日  | 美男高校地球防衛部HAPPY KISS!キャラクターソングCD1 ハッピーキッスSONGS〜Happy&Set!〜 | 和倉七緒（石井孝英） | 「サディスティックにBE HAPPY★」         | テレビアニメ『美男高校地球防衛部HAPPY KISS!』関連曲             |
| 6月20日  | 美男高校地球防衛部HAPPY KISS!キャラクターソングCD3 デュエットSONGS〜Happy&Turn!〜    | 和倉七緒（石井孝英）、宇奈月大樹（鳥海浩輔） | 「お互いさまと笑ったら」                | テレビアニメ『美男高校地球防衛部HAPPY KISS!』関連曲             |
| 9月19日  | 美男高校地球防衛部HAPPY KISS! BD・DVD第4巻 きゃにめ特典CD                            | 和倉七緒（石井孝英） | 「絶対最幸☆HAPPY KISS☆」                | テレビアニメ『美男高校地球防衛部HAPPY KISS!』関連曲             |
| 2019年   |                                                                                      | |                                         |                                                                 |
| 2月13日  | Here we go!                                                                          | 4 Dimensions | 「Here we go!」                         | テレビアニメ『Dimensionハイスクール』オープニングテーマ         |
| 2月13日  | Here we go!                                                                          | 白山純平（石井孝英） | 「Here we go!」                         | テレビアニメ『Dimensionハイスクール』関連曲                     |
| 12月25日 | ReFlap Startup Song Entertain 初回限定盤                                             | 鐘ヶ江隼弥（生田鷹司）、鷹宮陽向（松岡侑李）、鴎端慧（佐香智久）、五百雀玲於奈（天月）、鷲埜瑞人（濱野大輝）、鵡川郁（石井孝英）、孔雀石麗司（熊谷健太郎） | 「Entertain」                           | 『ReFlap』関連曲                                                |
| 12月25日 | ReFlap Startup Song Entertain 初回限定盤                                             | 鴎端慧（佐香智久）、五百雀玲於奈（天月）、鵡川郁（石井孝英）                                                                                               | 「Entertain」 「They say」              | 『ReFlap』関連曲                                                |
| 2020年   |                                                                                      | |                                         |                                                                 |
| 3月25日  | JEALOUSYS                                                                            | F★light | 「Galaxy Dream」 「Spark in the night」 | ゲーム『快感♥フレーズ CLIMAX』関連曲                            |
| 6月10日  | ReFlap Chasing RePlayers'Collection                                                  | 鐘ヶ江隼弥（生田鷹司）、鴎端慧（佐香智久）、鷲埜瑞人（濱野大輝）、鵡川郁（石井孝英）                                                                       | 「Beautiful Revenger」 「Believers」    | 『ReFlap』関連曲                                                |
| 2021年   |                                                                                      | |                                         |                                                                 |
| 11月17日 | リモート☆ホスト Club Venere No.5 夕星                                                | 夕星（石井孝英） | 「Secret makeup」 「ゲラメキユ」        | 『リモート☆ホスト』関連曲                                       |
| 11月17日 | リモート☆ホスト Club Venere's Collection                                             | Venere 5 | 「ゲラメキユ」                          | 『リモート☆ホスト』関連曲                                       |
| 11月17日 | リモート☆ホスト Club Venere's Collection                                             | Venere 5、Saturno 5 | 「ゲラメキユ」                          | 『リモート☆ホスト』関連曲                                       |
| 2022年   |                                                                                      | |                                         |                                                                 |
| 2月9日   | フットサルボーイズ!!!!! プレイヤーソングアルバム                                     | フットサルボーイズ!!! | 「Higher Goals」                        | ゲーム『フットサルボーイズ!!!!! ハイファイリーグ』主題歌        |
| 2月9日   | フットサルボーイズ!!!!! プレイヤーソングアルバム                                     | 朝比奈碧（奥山敬人）、天王寺刻成（川島慶嗣）、世良龍太朗（下川草介）、水無瀬涼佑（石井孝英）、ガルシア・エミリオ（小塚亮輔）、蓮美朔（木津つばさ）         | 「King's Roar」                         | 『フットサルボーイズ!!!!!』関連曲                               |
| 6月15日  | King of the night!!                                                                  | Venere 5 | 「King of the night!!」                 | 『リモート☆ホスト』関連曲                                       |
| 10月26日 | Prince Letter(s)! フロムアイドル2nd EP                                               | アオイ（石井孝英） | 「アオイの話」                          | 『Prince Letter(s)! フロムアイドル』関連曲                      |
| 12月7日  | リモート☆ホスト Club Venere No.3 夕星                                                | 夕星（石井孝英） | 「ビューティフル・シンパシー」          | 『リモート☆ホスト』関連曲                                       |
| 12月7日  | ゲラメキユ2022 All ver.                                                              | Venere 5、Saturno 5 | 「ゲラメキユ2022 All ver.」             | 『リモート☆ホスト』関連曲                                       |
| 2023年   |                                                                                      | |                                         |                                                                 |
| 7月19日  | King of the night!!2023                                                              | Venere 5 | 「King of the night!!2023」             | 『リモート☆ホスト』関連曲                                       |
| 9月23日  | セイシュンアイズ                                                                     | アオイ（石井孝英） | 「セイシュンアイズ」                    | 『Prince Letter(s)! フロムアイドル』関連曲                      |
| 12月6日  | リモート☆ホスト デュエットCD③                                                        | 夕星（石井孝英）、環珠（安田陸矢） | 「トーキョーシティボーイズ」            | 『リモート☆ホスト』関連曲                                       |

### その他参加作品
| 発売日         | 商品名                    | 歌          | 楽曲 | 備考                               |
| -------------- | ------------------------- | ----------- | --- | ---------------------------------- |
| 2017年6月9日   | UNLOCK☆START!!!           | &6allein    | 「UNLOCK☆START!!!」 「Color of melody」                                                                              |                                    |
| 2017年11月29日 | -LIVED-/A:LIVE            | &6allein    | 「-LIVED-」 「A:LIVE」                                                                                               |                                    |
| 2018年4月4日   | With You                  | &6allein    | 「KISS or BANG!」 「-LIVED- 2018ver.」 「A:LIVE 2018ver.」 「Color of melody 2018ver.」 「UNLOCK☆START!!! 2018ver.」 |                                    |
| 2018年4月4日   | With You                  | 石井孝英    | 「Only oneでNo.1」                                                                                                   |                                    |
| 2019年1月30日  | Part of Me                | &6allein    | 「Part of Me」 「Choice“&”Chance」                                                                                   |                                    |
| 2020年5月3日   | FAKE OVER                 | PlayStyle   | 「FAKE OVER」 |                                    |
| 2023年5月24日  | 「こえつり」OP/EDテーマCD | shiratoishy | 「つりでも行こうか」「ちっぽけなぼくら」                                                                             | テレビ番組『こえつり』テーマソング |

### ライブ映像
- 「美男高校地球防衛部HAPPY KISS！LIVE！」Blu-ray&DVD（2019年4月17日）
- 「美男高校地球防衛部HAPPY KISS！CG LIVE！」Blu-ray&DVD（2020年3月4日）

### 初出話一覧
1. 1 2 3 4  第1話初出
2. ↑  第7話初出
3. ↑  第8話初出
4. 1 2  第3話初出
5. ↑  第9話初出
6. ↑  第18話初出
7. ↑  第10話初出

### ユニットメンバー
1. ↑  修善寺鏡太郎（下鶴直幸）、霧島龍馬（小俣凌雅）、和倉七緒（石井孝英）、万座太子（安田陸矢）、道後一六（葉山翔太）
2. ↑  白山純平（石井孝英）、緑ヶ丘流星（大塚剛央）、水上ゆりお（橋本祥平）、黄川田剛（財木琢磨）
3. ↑  藤原ヒカル（菊地燎）、犬塚蜂矢（滝澤諒）、白鳥春月（小林大紀）、神崎夏向（ランズベリー・アーサー）、豪道司（岩永賢之丞）、柊北斗（石井孝英）
4. 1 2 3 4 5  坂田将吾、田邊幸輔、柏崎隼史、岡野友佑、石井孝英
5. ↑  小林節、安田陸矢、小池貴大、山本智哉、柴野嵩大
6. ↑  大和晴（高良崚太）、榊星一郎（石森周斗）、月丘柊依（吉原康平）、幸永椿貴（山口諒太郎）、南雲竜（古田一紀）、天門泰雅（坂井易直）、樫良木ルイ（峯田大夢）、結城心（新井雄也）、久我巧生（村上聡）、花山院快斗（馬場惇平）、京極聖（宮瀬尚也）、二葉ともえ（山本智哉）、昂守希（佐久間貴生）、十河夏輝（千葉瑞己）、相庭京介（浦和希）、花村理央（多田啓太）、鞍馬雪丸（上村源）、桐生蓮（TAKA）、白河瞬（岡延明）、橘藤吾（大海将一郎）、今園彩人（森永彩斗）、水無瀬亜佐（菊池勇成）、秋月奏夜（津田拓也）、朝比奈碧（奥山敬人）、天王寺刻成（川島慶嗣）、世良龍太朗（下川草介）、水無瀬涼佑（石井孝英）、ガルシア・エミリオ（小塚亮輔）、蓮美朔（木津つばさ）
7. ↑  安田陸矢、小池貴大、山本智哉、柴野嵩大、大野智敬
8. ↑  山谷祥生、土岐隼一、宮本悠丞、徳武竜也、菊池勇成、石井孝英
9. 1 2  山谷祥生、土岐隼一、徳武竜也、菊池勇成、石井孝英
10. ↑  石井孝英、大塚剛央、菊池勇成、住谷哲栄
11. ↑  白井悠介、土岐隼一、石井孝英